# بهشتی‌فندقان
بهشتی‌فندقان (نام علمی: Lecythidaceae) نام یک خانواده از راسته خلنگ‌سانان است.